# Porcellionides ghigii
Porcellionides ghigii är en kräftdjursart som beskrevs av Arcangeli1932. Porcellionides ghigii ingår i släktet Porcellionides och familjen Porcellionidae. Inga underarter finns listade i Catalogue of Life.